# 倉敷市立琴浦中学校
倉敷市立琴浦中学校（くらしきしりつことうらちゅうがっこう）は、岡山県倉敷市児島下の町にある公立中学校。

## 沿革
- 1947年（昭和22年） - 児島郡琴浦町立琴浦中学校として開校。
- 1959年（昭和34年） - 児島市立琴浦東・西中学校を統合し、児島市立琴浦中学校と改称。
- 1967年（昭和42年） - 合併により倉敷市立琴浦中学校と改称。

## 校訓
- 和協・礼儀・勤勉

## 部活動
- 陸上競技部
- サッカー部
- 野球部

（2023年度　倉敷市立児島中学校と合併）
- 男女ハンドボール部
- 女子バスケットボール部
- 男女ソフトテニス部
- 女子バレーボール部
- 女子バドミントン部
- 柔道部
- 美術部
- 管弦楽部

## 通学区域が隣接している学校
- 倉敷市立児島中学校
- 倉敷市立郷内中学校
- 岡山市立灘崎中学校
- 玉野市立荘内中学校
- 玉野市立日比中学校